# Реком

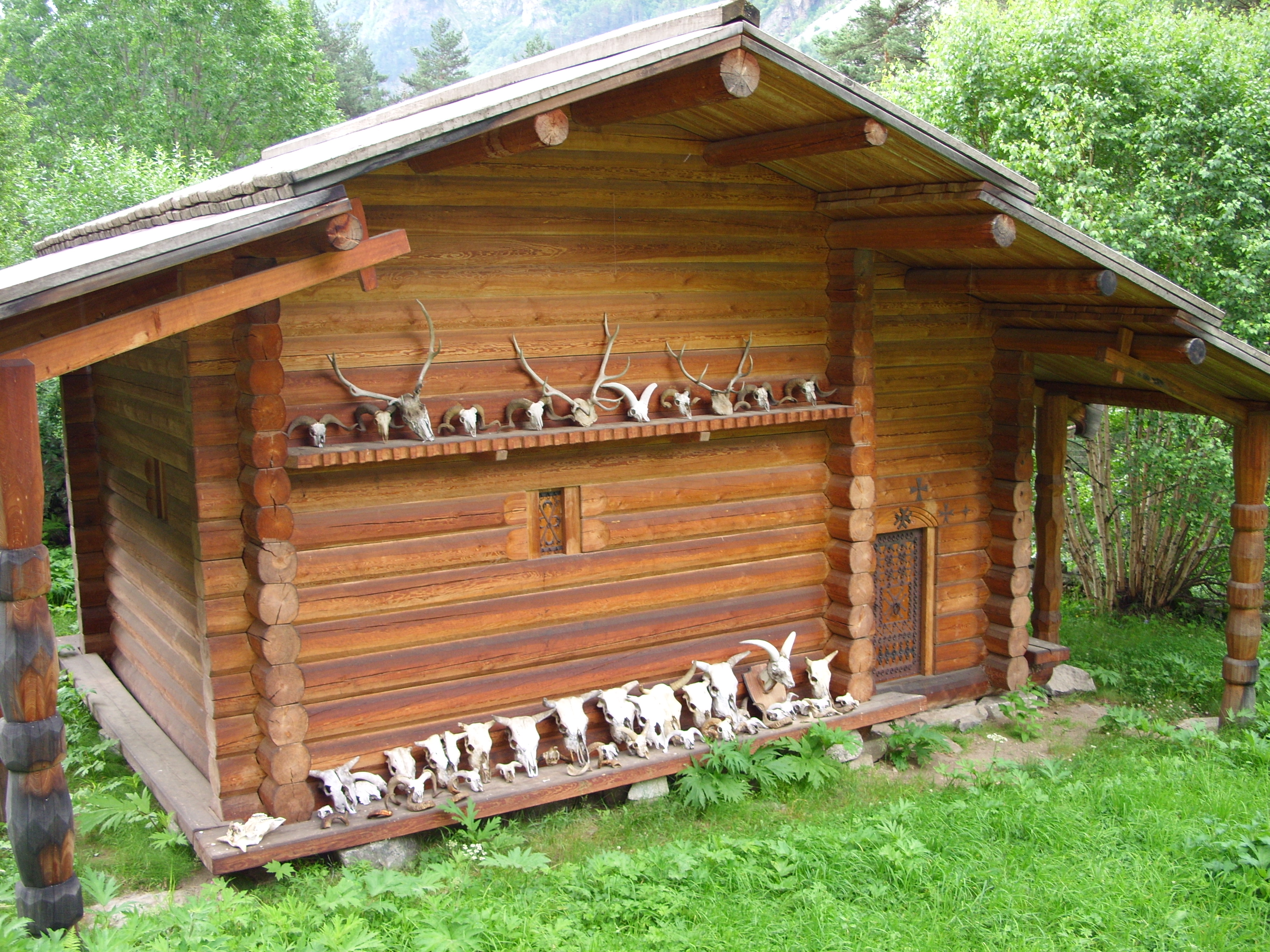
Святилище Реком

Реком (ос. Реком) — персонаж нартського епосу та осетинської міфології, божество родючості, а також одне з трьох, поряд із Микалгабирта і Таранджелоз, головних осетинських святилищ.

## Міфологія
До Реком зверталися з проханням надіслати багатий урожай, вдалий сінокіс та полювання. Реком був багатофункціональним божеством, крім прохань, пов'язаних із сільським господарством, до нього зверталися для лікування хвороб і захисту від злих сил. Культ шанування Реком був широко поширений в Алагірській ущелині і свято, присвячене Реком, відзначалося в липні. Під час цього свята, яке тривало цілий тиждень, відбувалося жертвопринесення Реком численної худоби. При жертвопринесенні могли бути тільки чоловіки, тому що святилище Рекома було центром культу Вастирджи, який був покровителем чоловіків.
Згідно з нартським епосом, на місці, де впала одна з трьох сліз Бога, пролита з приводу загибелі нарта Батрадза, утворилося святилище Рекома, яке називається осетинською Рекоми дзуар або Рекоми Вастирджи.

И как бы знаменуя собою переход от одной цивилизации к другой, первые «храмы» Осетии появляются только после смерти Нарта Батрадза, погубленного зэдами и дуагами по повелению опечаленного Бога. Эти крупные святилища — Реком, Мыкалгабырта и Таранджелос якобы произошли от трёх слезинок, которые Бог пролил над Батрадзом.

## Святилище Реком
Святилище Реком розташоване в Цейській ущелині, неподалік від селища Верхній Цей. Туди часто водять туристів. Неофіційно вважається головним чоловічим святилищем Осетії, вхід до якого заборонено жінкам.